# Stazione meteorologica di Barcellona
La stazione meteorologica di Barcellona è la stazione meteorologica di riferimento per il servizio meteorologico spagnolo e per l'Organizzazione Mondiale della Meteorologia, relativa alla città di Barcellona.

## Coordinate geografiche
La stazione meteorologica è situata in Spagna, nella Catalogna, presso l'aeroporto di Barcellona, a 4 metri s.l.m.

## Dati climatologici
Secondo i dati medi del trentennio 1961-1990, la temperatura media del mese più freddo, gennaio, è di +8,9 °C, mentre quella del mese più caldo, agosto, si attesta a +23,7 °C.
Le precipitazioni medie annue, di poco superiori ai 600 mm, sono distribuite mediamente in 72 giorni, con moderati picchi in autunno e primavera e minimi relativi in estate ed inverno . L'alta umidità ambientale combinata con il raffreddamento delle acque superficiali del mare alla fine dell'inverno ed inizio della primavera è causa dei pochi giorni di nebbia che si registrano ogni anno. Talvolta anche con la chiusura dell'aeroporto. Medianamente si registrano 5 giorni di gelo all'anno; 1 giorno di neve; 2 di grandine e 24 di temporale.
| Barcellona          | Mesi | Mesi | Mesi | Mesi | Mesi | Mesi | Mesi | Mesi | Mesi | Mesi | Mesi | Mesi | Stagioni | Stagioni | Stagioni | Stagioni | Anno |
| Barcellona          | Gen  | Feb  | Mar  | Apr  | Mag  | Giu  | Lug  | Ago  | Set  | Ott  | Nov  | Dic  | Inv      | Pri      | Est      | Aut      | Anno |
| ------------------- | ---- | ---- | ---- | ---- | ---- | ---- | ---- | ---- | ---- | ---- | ---- | ---- | -------- | -------- | -------- | -------- | ---- |
| T. max. media (°C)  | 11,4 | 13,6 | 15,9 | 17,6 | 20,5 | 24,2 | 27,5 | 28,0 | 25,5 | 21,5 | 17,0 | 13,3 | 12,8     | 18,0     | 26,6     | 21,3     | 19,7 |
| T. min. media (°C)  | 4,4  | 5,3  | 6,7  | 8,5  | 12,0 | 15,7 | 18,6 | 19,3 | 16,7 | 12,6 | 8,1  | 5,7  | 5,1      | 9,1      | 17,9     | 12,5     | 11,1 |
| Precipitazioni (mm) | 41   | 29   | 42   | 49   | 59   | 42   | 30   | 61   | 85   | 91   | 58   | 51   | 121      | 150      | 133      | 234      | 638  |
| Giorni di pioggia   | 6    | 5    | 6    | 7    | 7    | 6    | 3    | 6    | 6    | 8    | 6    | 6    | 17       | 20       | 15       | 20       | 72   |
| Giorni di nebbia    | 1    | 2    | 2    | 2    | 1    | 1    | 0    | 0    | 0    | 1    | 1    | 1    | 4        | 5        | 1        | 2        | 12   |

## Temperature estreme mensili dal 1944 in poi
Nella tabella sottostante sono indicate le temperature estreme mensili registrate dal 1944 in poi con il relativo anno in cui sono state registrate. La temperatura massima assoluta finora registrata è di +37,4 °C e risale al 27 agosto 2010, mentre la temperatura minima assoluta finora rilevata è di -8,0 °C ed è datata 27 dicembre 1962.
| Barcellona (1944-2023) | Mesi        | Mesi        | Mesi        | Mesi        | Mesi        | Mesi        | Mesi        | Mesi        | Mesi        | Mesi        | Mesi        | Mesi        | Stagioni | Stagioni | Stagioni | Stagioni | Anno |
| Barcellona (1944-2023) | Gen         | Feb         | Mar         | Apr         | Mag         | Giu         | Lug         | Ago         | Set         | Ott         | Nov         | Dic         | Inv      | Pri      | Est      | Aut      | Anno |
| ---------------------- | ----------- | ----------- | ----------- | ----------- | ----------- | ----------- | ----------- | ----------- | ----------- | ----------- | ----------- | ----------- | -------- | -------- | -------- | -------- | ---- |
| T. max. assoluta (°C)  | 23,8 (2018) | 24,5 (1990) | 26,6 (2023) | 26,4 (1945) | 30,0 (2011) | 35,0 (2019) | 34,8 (2009) | 37,4 (2010) | 33,4 (1994) | 30,4 (1997) | 26,0 (1947) | 23,8 (1978) | 24,5     | 30,0     | 37,4     | 33,4     | 37,4 |
| T. min. assoluta (°C)  | −7,2 (1985) | −6,6 (1956) | −1,4 (1988) | 0,1 (1973)  | 3,0 (1945)  | 7,8 (1984)  | 11,4 (1978) | 10,5 (1977) | 7,6 (1974)  | 3,8 (1966)  | −1,4 (1978) | −8,0 (1962) | −8,0     | −1,4     | 7,8      | −1,4     | −8,0 |